# 失はれた地平線
『失はれた地平線』（うしなわれたちへいせん、原題: Lost Horizon）は、1937年、コロンビア ピクチャーズ製作によるアメリカ映画である。

## 略歴・概要
原作は実在の冒険家ジョセフ・フランシス・チャールズ・ロック、ジョージ・マロリーに触発されたジェームズ・ヒルトンの同名空想冒険小説。
原作は発表当時、社会現象になり長期にわたり売上1位となった。理想郷を表す「シャングリラ」が初めて使われた作品として有名。とりわけルーズベルト大統領が愛読し、大統領専用の公設別荘をシャングリラと名付けたほどである。

## ストーリー
祖国へ忠誠を捧げた外交官のもとに現れたのは、シャングリラへの案内者だった。理想郷の住民となる資格を得た彼は運命の人との出会いを果たす。安らぎと喜びの日々が過ぎ、やがて男はひとつの決断を下す事を迫られる。

## スタッフ
- 監督・製作：フランク・キャプラ
- 脚本：ロバート・リスキン
- 撮影：ジョセフ・ウォーカー、エルマー・ダイアー
- 編集：ジーン・ミルフォード、ジーン・ハヴリック
- 音楽：ディミトリ・ティオムキン

## キャスト
- ロバート・コンウェイ - ロナルド・コールマン
- ソンドラ・ビゼー - ジェーン・ワイアット
- チャン - H・B・ワーナー
- 高僧 - サム・ジャッフェ
- ジョージ・コンウェイ - ジョン・ハワード
- アレキサンダー・ラベット - エドワード・ホートン
- ヘンリー・バーナード - トーマス・ミッチェル
- マリア - マーゴ
- グロリア・ストーン - イザベル・ジュエル

## 再上映とリメイク、復元
1942年の上映時は戦争批判の部分が削除され上映時間が108分となる。1952年には共産主義批判を目的に92分版が上映される。1973年にアメリカン・フィルム・インスティチュートがフィルムの修復に動き出し、UCLAフィルム・アンド・テレヴィジョン・アーカイブとコロンビア ピクチャーズの協力により13年後に完了する。しかし音声部分は全長が見つかったものの、映像は125分しか見つからず動画の無い箇所は静止画で代用した。その後、欠落していた1分間のフィルムが発見され、2016年に4Kバージョンが発売された。
1973年にコロンビア映画はリメイクを製作した。この73年版はミュージカルとして作られたが興行、批評双方で大惨敗し、ハリウッド業界のミュージカルジャンルそのものを斜陽に向かわせた。

## 評価
Rotten Tomatoesでは100%の支持率である。
アメリカン・フィルム・インスティチュートが作成したリストに複数回ノミネートされている。

アメリカ映画ベスト100、映画音楽ベスト100、アメリカ映画ベスト100（10周年エディション）、10ジャンルのトップ10

### 受賞・ノミネート
| 映画祭・賞         | 部門       | 候補                                     | 結果       |
| ------------------ | ---------- | ---------------------------------------- | ---------- |
| 第10回アカデミー賞 | 作品賞     |                                          | ノミネート |
| 第10回アカデミー賞 | 助演男優賞 | H・B・ワーナー                           | ノミネート |
| 第10回アカデミー賞 | 作曲賞     | ディミトリ・ティオムキン                 | ノミネート |
| 第10回アカデミー賞 | 美術賞     | ステファン・グーソン                     | 受賞       |
| 第10回アカデミー賞 | 編集賞     | ジーン・ミルフォード、ジーン・ハヴリック | 受賞       |
| 第10回アカデミー賞 | 音響賞     | コロンビア・スタジオ・サウンド部         | ノミネート |
| 第10回アカデミー賞 | 助監督賞   | C・C・コールマン・Jr                     | ノミネート |